# AGM-78 Standard ARM
Standard ARM ([ˈstændərd ɑːrm] чит. «Стэндард-Арм», от бэкр. Anti-Radiation Missile, войсковой индекс — ARM) — американская противорадиолокационная ракета класса «воздух—поверхность». Предназначалась для поражения наземных радиолокационных станций системы ПВО противника. Была разработана корпорацией General Dynamics по заказу ВВС США на основе зенитных управляемых ракет корабельного комплекса тактической ПРО RIM-66 Standard.

## Предыстория
В 1966 году по итогам оценки потенциала к улучшению уже имеющихся противорадиолокационных ракет AGM-45 Shrike, командование ВМС США приняло решение параллельно с программой модернизации последних, инициировать ряд научно-исследовательских работ по разработке новых, более эффективных ПРР, превосходящих Shrike по эффективной дальности применения, мощности боевой части и помехоустойчивости головки самонаведения к естественным помехам (отражённый от объектов местности сигнал мог привести к отклонению ракет от цели и захвату местных предметов) и к искусственным помехам в условиях применения противостоящей стороной разнообразных технических средств и приёмов (переключение электрического напряжения с реального радиолокационного средства на эквивалент позволяло пустить ракету по ложному следу). Одним из направлений работы стала модификация показавших свою эффективность зенитных управляемых ракет корабельных комплексов тактической ПРО RIM-66 Standard. Поскольку ракета была довольно хорошо проработана технологически её конструкторами, работы над созданием её авиационной модификации шли быстрыми темпами.

## История
Разработка

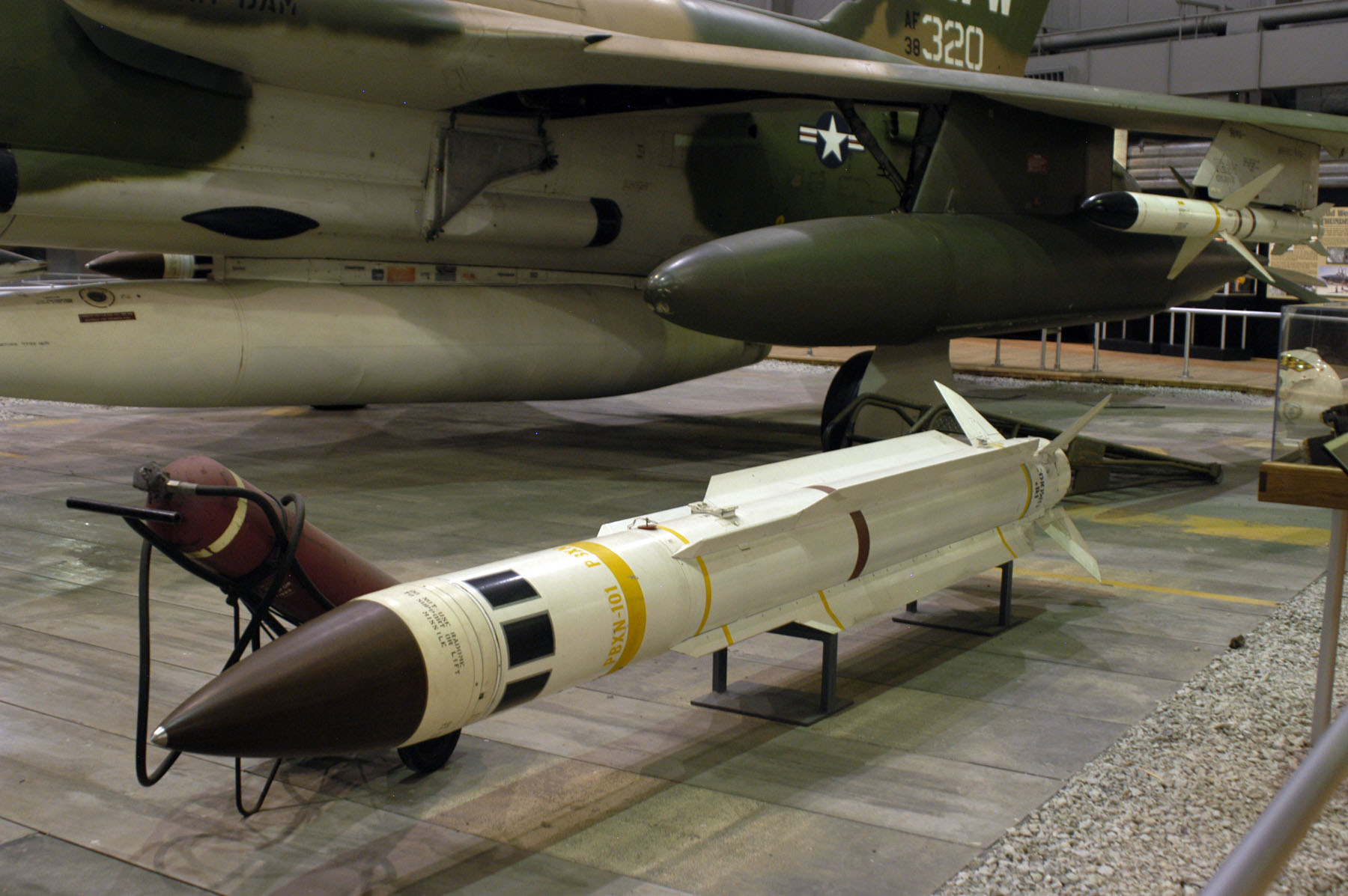
Ракета в Национальном военно-воздушном музее

Командование ВМС США заключило контракт с General Dynamics на разработку авиационной ПРР, присвоив проекту индекс опытного образца ZAGM-78A.
Испытания
Испытания ракеты начались уже в 1967 году и по итогам успешных испытаний было принято решение о принятии ракеты на вооружение.
Постановка на вооружение

## Задействованные структуры
К производству и регламентному техническому обслуживанию ракет были привлечены следующие казённые испытательные, ремонтно-эксплуатационные и произведственные учреждения ВМС США:
- Группа анализа и оценки ракетных систем флота, Корона, Калифорния (технический анализ пригодности к эксплуатации);
- Конкордский оружейный завод, Конкорд, Калифорния;
- Крейнский завод боеприпасов, Крейн, Индиана;
- Индианхедский завод боеприпасов, Индиан-Хед, Мэриленд;
- Гавайская база артиллерийско-технического имущества флота[англ.], Оаху, Гавайи;
- Силбичский оружейный завод, Сил-Бич, Калифорния;
- Йорктаунский оружейный завод, Йорктаун, Виргиния.

Головки самонаведения для ракет разрабатывались и производились последовательно:
- Mod 0 — Texas Instruments, Даллас, Техас;
- Mod I — Maxson Electronics, Грэйт-Ривер, Нью-Йорк;
- Mod II — General Dynamics, Pomona Standard ARM Division, Помона, Калифорния; и Bendix, Северный Голливуд, Калифорния; (приёмник)

## Тактико-технические характеристики
Источники информации : 
Общие сведения
- Самолёт-носитель — F-4D, E-2C, EA-6B (опытная эксплуатация), A-6B/E (ВМС), F-105G, F-4G (ВВС)
- Категории поражаемых целей — наземные объекты системы ПВО

Система наведения
- Устройство наведения ракеты на цель — радиолокационная головка самонаведения
- Тип головки самонаведения — с широким диапазоном частот
- Волновой диапазон —
- Частотный диапазон — Гц

Зона обстрела
- Досягаемость по дальности до цели — 90 км

Аэродинамические характеристики
- Аэродинамическая компоновочная схема — нормальная
- Маршевая скорость полёта — 2,5M (3087 км/ч)

Массо-габаритные характеристики
- Длина — 4570 мм
- Диаметр корпуса — 343 мм
- Размах оперения — 1080 мм
- Масса — 620 кг

Боевая часть
- Тип БЧ — осколочно-фугасная с готовыми поражающими элементами
- Масса БЧ — 97 кг
- Тип предохранительно-исполнительного механизма — дистанционного действия, радиолокационный, срабатывание на объём

Двигательная установка
- Тип ДУ — РДТТ с двухступенчатой тягой, Aerojet MK 27 MOD 4